# ولید عطا
ولید عطا (عربی: وليد عطا، آوانگاری: Walīd ‘Aṭā؛ زادهٔ ۲۸ اوت ۱۹۸۶) بازیکن فوتبال اهل اتیوپی است.
از باشگاه‌هایی که در آن بازی کرده‌است می‌توان به باشگاه فوتبال اوسترشوندس، باشگاه فوتبال لوکوموتیو زاگرب، باشگاه فوتبال اسکیلستونا، باشگاه ورزشی گنچلربیرلیغی، باشگاه فوتبال دینامو زاگرب، باشگاه فوتبال ای‌آی‌کی، باشگاه فوتبال هکن و باشگاه فوتبال هلسینگبورگس اشاره کرد.
وی همچنین در تیم‌های ملی فوتبال زیر ۲۱ سال سوئد و اتیوپی بازی کرده‌است.